# Акерман (село)
Акерман або Гайтани (крим. Akkerman) — зникле село в межах міста Інкерман, зараз район міста Першотравнева балка.
Було розташоване на східній околиці Інкермана, в нинішній Першотравневій балці (Гайтанська балка).
Існує версія, що назва походить від прізвища власника в гирлі балки хутора відставного майора Е. К. Гайтані.
Єдина вулиця — вулиця Першотравнева балка.
Наразі балка майже повністю засипана відходами від розробки будівельного каменю у сусідньому кар'єрі.